# إيان بانين
إيان بانين (بالإنجليزية: Ian Bannen)‏ هو ممثل بريطاني، ولد في 29 يونيو 1928 في المملكة المتحدة، وتوفي بنفس المكان في 3 نوفمبر 1999 بسبب حادث مرور.

## أعمال

### أفلام
- (1982) غاندي[8][9][10]
- (1987) أمل ومجد
- (1990) شبح أبي
- (1995) قلب شجاع[11][12]

## ترشيحات
- جائزة الأوسكار لأفضل ممثل مساعد (1965)

## وصلات خارجية
- إيان بانين على موقع IMDb (الإنجليزية)
- إيان بانين على موقع روتن توميتوز (الإنجليزية)
- إيان بانين على موقع ألو سيني (الفرنسية)
- إيان بانين على موقع تيرنر كلاسيك موفيز (الإنجليزية)
- إيان بانين على موقع أول موفي (الإنجليزية)
- إيان بانين على موقع قاعدة بيانات برودواي على الإنترنت (الإنجليزية)
- إيان بانين على موقع قاعدة بيانات الأفلام السويدية (السويدية)
- إيان بانين على موقع إن إن دي بي (الإنجليزية)
- إيان بانين على موقع قاعدة بيانات الفيلم (الإنجليزية)
- إيان بانين على موقع كينوبويسك (الروسية)